# 知っ得!なごや
『知っ得!なごや』（しっとく なごや）は、2010年4月4日から2014年3月29日まで中京テレビで放送された名古屋市の広報番組。

## 概要
名古屋市の施策や市内在住者向けの生活情報を伝えていたミニ番組で、視聴者に市政をもっと身近に感じてもらうことを目的に放送されていた。また、動画共有サイトYouTubeに番組公式チャンネルを開設し、過去に放送された番組全ての動画を視聴できるようにしていた。最新版の動画は、番組放送翌日の正午から配信されていた。

## 放送時間
いずれも日本標準時。
- 日曜 11:25 - 11:30 （2010年4月4日 - 2012年3月25日）
- 土曜 17:25 - 17:30 （2012年4月7日 - 2013年3月30日）
- 土曜 16:55 - 17:00 （2013年4月6日 - 2014年3月29日） - 最終回のみ土曜14:55枠で放送。

## 出演者
- 河村たかし（名古屋市長） - オープニングに毎回登場。
- 本多小百合（当時中京テレビアナウンサー） - 2010年4月から2011年3月まで出演。
- 我妻絵美（当時中京テレビアナウンサー） - 2011年4月から2012年3月まで出演。
- 2012年4月以降は、中京テレビのアナウンサーたちが持ち回りで進行役を務めていた。

## スタッフ
- 制作協力 - 中京テレビ映像企画（2011年6月まで） → CTV MID ENJIN （2011年7月以降）
- 製作著作 - 中京テレビ